# Omaggio a Mariele
Omaggio a Mariele è un album del 1999 prodotto dall'Antoniano di Bologna e distribuito dalla Warner Music. Contiene brani eseguiti dal Piccolo Coro "Mariele Ventre" dell'Antoniano, dalle Verdi Note dell'Antoniano e da bambini di Case di Accoglienza del Sud America.

## Mariele Ventre
L'album è dedicato a Mariele Ventre, fondatrice e direttrice per oltre trent'anni del Piccolo Coro dell'Antoniano. Mariele Ventre era stata una figura centrale dell'Antoniano e una delle principali animatrici dello Zecchino d'Oro. Morì a causa di una grave malattia il 16 dicembre 1995.
In seguito alla sua morte le opere del Fiore della solidarietà dell'Antoniano furono dedicate a lei, e fra queste ci furono numerose case d'accoglienza chiamate "Casa del sorriso di Mariele". I bambini di una di queste case in Sud America collaborarono all'album.
Nell'album è inciso anche il brano Ele, canzone che il Piccolo Coro e le Verdi Note dell'Antoniano dedicarono a Mariele Ventre durante la 39ª edizione dello Zecchino d'Oro, un anno dopo la sua scomparsa: inoltre è tra i brani delle Verdi Note stesse, dove Marco Gallo, in quel periodo anche corista in alcune sigle dei cartoni animati Mediaset, ha partecipato come corista aggiuntivo.

## Brani contenuti nel CD
1. Do testo: Alberto Testa e Fabio Testa; musica: Alberto Testa e Fabio Testa
2. Gli occhi di Mariele testo e musica: Antonio Virgilio Savona
3. Bologne a perdu le cigale testo: Augusto Martelli; musica: Jean Albert Rolland
4. Mariele, una historia de amor testo e musica: Alejandro Suarez Gonzales
5. La casa de la sonrisa de Mariele bambini della "Casa del la sonrisa de Mariele", Santa Cruz de la Sierra, Bolivia
6. Quelle piccole mani testo e musica: Ugo Piovesan
7. Ele: testo e musica: Sergio Menegale

## Mariele chi è?
In seguito fu scritta anche un'altra canzone dedicata a Mariele Ventre, Mariele chi è? (Antonella Boriani e Gian Marco Gualandi). Fu cantata dal Piccolo Coro il 22 novembre 2005 durante la prima giornata del 48º Zecchino d'Oro ed eseguita durante la trasmissione "Natale da Favola" il 21 dicembre 2005 assieme ai rappresentanti di tutti i "piccoli cori" facenti parte della Galassia di Chicco e Doretta ora divenuta "Galassia dell'Antoniano". La canzone è inclusa nel cd del 48º Zecchino d'Oro.